# صفحة (دار خوين)
صفحة (بالفارسية: صفحه) هي منطقة سكنية تقع في إيران في قسم دار خوين الريفي. يقدر عدد سكانها بـ 193 نسمة بحسب إحصاء 2016.